# خامسک
خامسک (به لهستانی:  Chamsk) یک روستا در لهستان است که در گمینا ژورومین واقع شده‌است. خامسک ۸۴۰ نفر جمعیت دارد.